# Vierge à l'Enfant avec le petit saint Jean
Vierge à l'Enfant avec le petit saint Jean – en italien Madonna col Bambino e San Giovannino – est un tableau réalisé par le peintre italien Pontormo vers 1529-1530. De format vertical, cette huile sur panneau est une Madone sur fond sombre. Elle représente Marie la joue gauche posée contre le front du petit Jean le Baptiste alors qu'elle maintient par ailleurs l'Enfant Jésus assis sur sa cuisse droite. L'œuvre est conservée à la galerie des Offices, à Florence, en Toscane.